# REEM

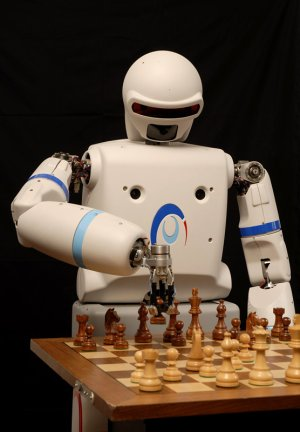
REEM-A (2006)

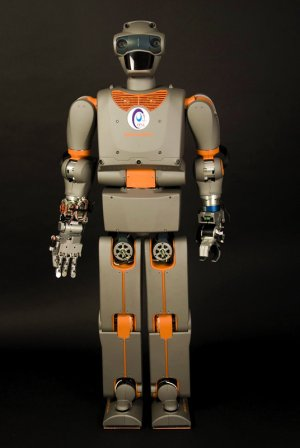
REEM-B (2008)

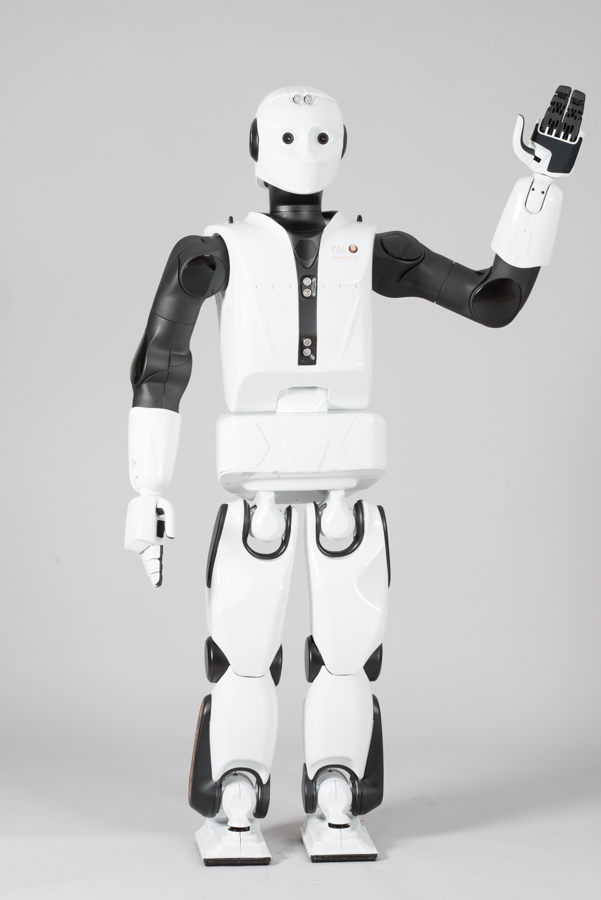
REEM-C (2013)

REEM-A, REEM-B und REEM-C sind humanoide Roboter, die von PAL ROBOTICS 2006, 2008 und 2013 entwickelt wurden.

## Technische Daten
| Name                  | REEM-A                    | REEM-B                                      | REEM-C                      |
| Fertigstellung        | 2006                      | 2008                                        | 2013                        |
| Höhe                  | 140 cm                    | 147 cm                                      | 165 cm                      |
| Masse                 | 40 kg                     | 60 kg                                       | 70 kg                       |
| Betriebsdauer         | 90 min                    | 120 min                                     | 180 min – 360 min (standby) |
| Geschwindigkeit       | 1,5 km/h                  | 1,5 km/h                                    | 1,4 km/h                    |
| Freiheitsgrade (DOFs) | 30                        | 41                                          | 44                          |
| Nutzlast              | 2 kg                      | 12 kg                                       | 10 kg                       |
| Hauptprozessor        | Intel Pentium M (1,6 GHz) | Intel Core 2 Duo (1,66 GHz) Geode (500 MHz) | Intel Core i7 2710QE x 2    |

## REEM-A
REEM-A ist der erste von Pal Technology entwickelte humanoide Roboter. Er kann sich wie die meisten humanoiden Roboter dynamisch bipedal bewegen, beherrscht unter anderem das Schachspielen. Seine Umwelt nimmt er mittels eines Mikrofons, einer Stereokamera, sechs Achsen-Kraft-Sensoren, eines Beschleunigungssensors und eines Kreiselinstruments wahr. Er erkennt Objekte und Gesichter wieder und kann mittels Sprache mit Menschen kommunizieren.

## REEM-B
REEM-B ist der zweite Prototyp, er kann sich wie REEM-A dynamisch bipedal bewegen und beherrscht ebenfalls unter anderem das Schachspielen. Er nimmt seine Umwelt, wie REEM-A mittels eines Mikrofons, einer Stereokamera, sechs Achsen-Kraft-Sensoren, eines Beschleunigungssensors und eines Kreiselinstruments wahr, zusätzlich verfügt er allerdings noch über einen Ultraschall-Sensor und einen Laserscanner. Dies ermöglicht es ihm Treppen zu bewältigen und sich in jedem Gebäude der Welt zurechtzufinden, da er von seiner Umgebung sogar eine Art Lageplan erstellt. Wie auch schon sein Vorgänger kann er schwere Lasten tragen, er bewältigt bis zu 12 kg.

## Ziel des Projektes
Die Roboter wurden auch dazu entwickelt, um älteren oder hilfsbedürftigen Menschen zu helfen und sie zu unterhalten.

## Nachweise
1. ↑  https://pal-robotics.com/robot/reem-c/